# 3527 McCord
3527 McCord è un asteroide della fascia principale. Scoperto nel 1985, presenta un'orbita caratterizzata da un semiasse maggiore pari a 2,2912280 au e da un'eccentricità di 0,1222504, inclinata di 5,51422° rispetto all'eclittica.
L'asteroide è dedicato al planetologo statunitense Thomas B. McCord.